# أكرم جحنيط
أكرم جحنيط
 هو لاعب كرة قدم جزائري (من مواليد 3 مارس 1991)، يلعب حالياً كمحترف في نادي وفاق سطيف.

## روابط خارجية
- أكرم جحنيط على موقع الاتحاد الدولي (مؤرشف)  (الإنجليزية)
- أكرم جحنيط على موقع قاعدة بيانات كرة القدم.إي يو (الإنجليزية)
- أكرم جحنيط على موقع Soccerway.com (الإنجليزية)